# Rock am Ring
Rock am Ring ist ein von Marek Lieberberg gegründetes Musikfestival, das von 1985 bis 2014 und seit 2017 wieder auf dem Nürburgring in Nürburg in der Eifel stattfindet. Es gilt als das traditionsreichste Rockfestival Deutschlands, wobei mittlerweile allerdings verschiedene Genres vertreten sind: Neben Künstlern im Bereich der Rockmusik treten oftmals auch Rapper und Produzenten der elektronischen Tanzmusik auf. In den Jahren 2015 und 2016 fand das Festival auf dem ehemaligen Bundeswehr-Flugplatz in Mendig statt. Es läuft parallel zum Schwesterfestival Rock im Park und hat in der Regel eine identische Bandbesetzung.

## Geschichte

### Vor Rock am Ring (1969–1984)
Inspiriert vom Woodstock-Festival 1969, das als Angelpunkt in der Geschichte von Open-Air-Festivals gilt, verfolgte der Konzertveranstalter Marek Lieberberg gemeinsam mit Marcel Avram die Vision, diese Kultur nach Deutschland zu holen. 1971 veranstalteten sie das British Rock Meeting in Speyer, bei dem unter anderem Deep Purple und Black Sabbath auftraten. Bereits 1980 war ein Festival an der Nürburgring-Rennstrecke geplant. Dieses sollte am Streckenabschnitt „Schwalbenschwanz“ an der Nordschleife bei Herresbach stattfinden. Obwohl bereits Bands gebucht, Flyer gedruckt und Eintrittskarten verkauft worden waren, scheiterte das Festivalprojekt an den fehlenden Parkmöglichkeiten. Hinzu kamen Proteste von Anwohnern, die ihre Grundstücke nicht als Parkmöglichkeiten für die Festivalbesucher zur Verfügung stellen wollten.

### Die frühen Jahre (1985–1990)
Rock am Ring wurde erstmals am 25. und 26. Mai 1985 veranstaltet und war ursprünglich als ein einmaliges Ereignis geplant. Bei der ersten Ausgabe traten 17 Bands auf einer Bühne auf, darunter U2, Foreigner und Joe Cocker. Aufgrund des großen Erfolgs mit 75.000 Zuschauern entschloss man sich jedoch, diese Veranstaltung jedes Jahr stattfinden zu lassen. Als hauptverantwortlicher Organisator fungierte von Beginn an Marek Lieberberg. Für den Auftritt von David Bowie 1987 wurde erstmals eine zweite Bühne für seine Glass Spider aufgebaut, da er nicht auf derselben Bühne wie alle anderen spielen wollte. Mit nur 30.000 Besuchern im Jahr 1988 hatte Rock am Ring jedoch mit einem Einbruch der Zuschauerzahlen zu kämpfen, was eine zweijährige Pause zur Folge hatte.

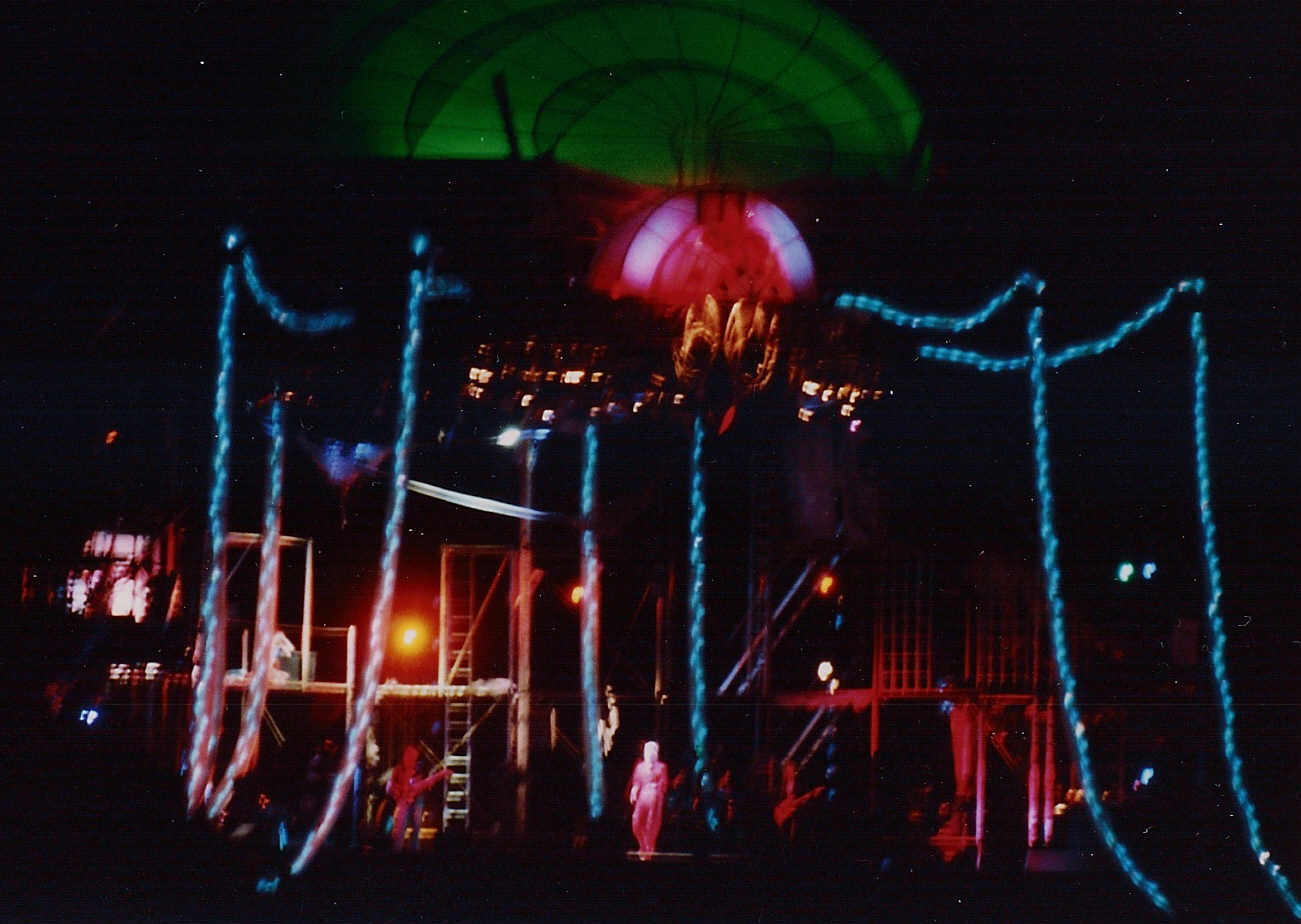
David Bowies Glass Spider bei Rock am Ring 1987

### Etablierung als größtes Rockfestival Deutschlands (1991–1999)
1991 startete das größte deutsche Rockfestival mit einem überarbeiteten Konzept erneut. Erstmals fand die Veranstaltung über drei Tage statt. Ein neues Hauptaugenmerk wurde darauf gelegt, dem Publikum mehr Newcomer vorzustellen. So traten unter anderem die zu diesem Zeitpunkt eher unbekannten INXS oder Alanis Morissette bei Rock am Ring vor großem Publikum auf. Anfang der 1990er-Jahre etablierte sich die zweite Bühne dauerhaft auf dem Festival, 1996 konnte mit mehr als 75.000 Fans ein neuer Besucherrekord aufgestellt werden. Ein Jahr später wurde durch einen Blitzeinschlag während eines Unwetters die Stromversorgung beim Auftritt des britischen Rockmusikers Chris Rea lahmgelegt. Eine dritte Bühne gab es erstmals 1998, auf der zunächst nur ein musikfernes Rahmenprogramm mit deutschen Comedy-Künstlern stattfand. Sie trug zu Beginn den Namen House of Comedy Stage. Hier traten unter anderem Mundstuhl und Michael Mittermeier auf. Zwischenzeitlich gab es auch eine vierte Bühne, die jedoch später wieder abgeschafft wurde.
Im Jahr 1999 trat erstmals die weltbekannte Metalband Metallica auf dem Festival auf.

### Rock am Ring nach der Jahrtausendwende (2000–2013)
Für 2001 war unter anderem der erste Auftritt der US-amerikanischen Hard-Rock-Band Guns N’ Roses bei Rock am Ring geplant, die sich zum damaligen Zeitpunkt gerade um den Sänger Axl Rose neu formiert hatten. Die Band sagte jedoch ihre gesamte Europatournee und damit auch den Auftritt auf dem Nürburgring ab. 2003 traten 76 Bands auf; darunter Iron Maiden und erstmals Depeche-Mode-Frontmann Dave Gahan als Solo-Künstler. Die Veranstaltung wurde in diesem Jahr von 75.000 Fans besucht. Zu den Headlinern 2004 zählten die Red Hot Chili Peppers, Die Toten Hosen und Linkin Park. Mit der Ausgabe im Folgejahr feierte das Festival seinen 20. Geburtstag. Hierbei sorgte ein Überraschungsauftritt der Toten Hosen für Kuriositäten: Die Zugangspässe der Bandmitglieder waren mit dem Namen "Mike Lee & The Sound Of The Echoes" beschriftet. So hieß die Band von Festival-Gründer Marek Lieberberg. Aufgrund dieser Tatsache wusste selbst von den Crew-Mitgliedern kaum jemand von diesem Überraschungsgig. 2006, und somit fünf Jahre nach ihrer ersten Ankündigung, kamen Guns N’ Roses schließlich doch zu Rock am Ring.

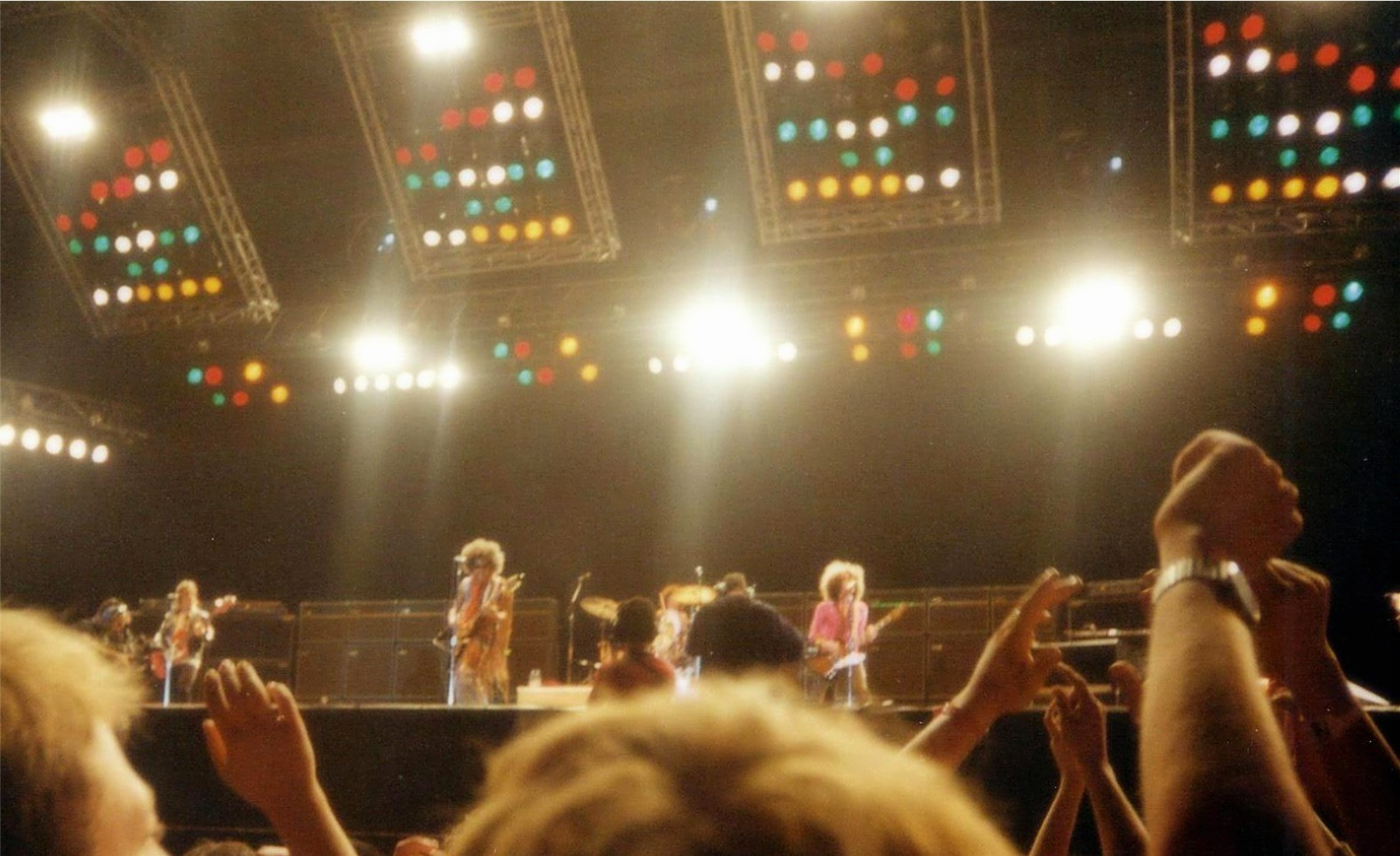
Lenny Kravitz auf der Centerstage 2002

Bei der Ausgabe 2009 gab es eine Besonderheit im Merchandise-Sortiment vor Ort. So konnten USB-Sticks erworben werden, auf denen man sich sonntags zehn Livekonzertaufzeichnungen verschiedener Bands aufspielen lassen konnte. Zusätzlich erhielt man ein Kärtchen mit einem Code, der zum Download von zehn weiteren Songs berechtigte. Der Erwerb kostete 20 Euro.

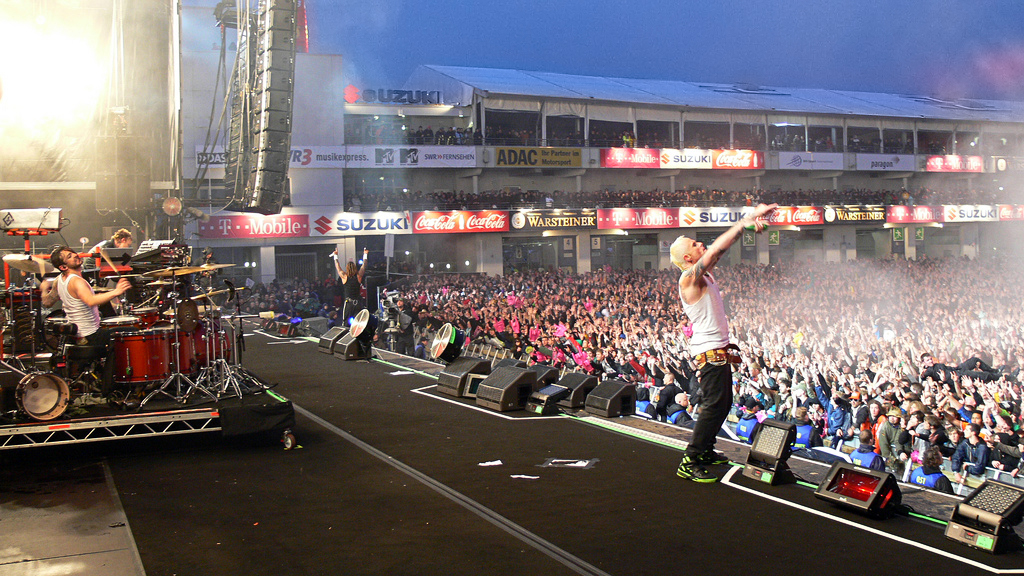
The Prodigy bei Rock am Ring 2009

Logo von Rock am Ring bis 2009

Im Juni 2012 wurde in der Rhein-Zeitung bekanntgegeben, dass es Probleme mit dem Land Rheinland-Pfalz hinsichtlich der Austragung des Festivals im Jahr 2013 gebe. Grund sei, dass das Infrastrukturministerium den angesetzten Termin nicht bestätigt habe und die ersten Gespräche mit den Musikern für das nächste Festival bereits in den folgenden Wochen beginnen sollten. Rock am Ring fand 2013 jedoch wie geplant statt und stellte einen neuen Besucherrekord mit 87.000 Besuchern auf.

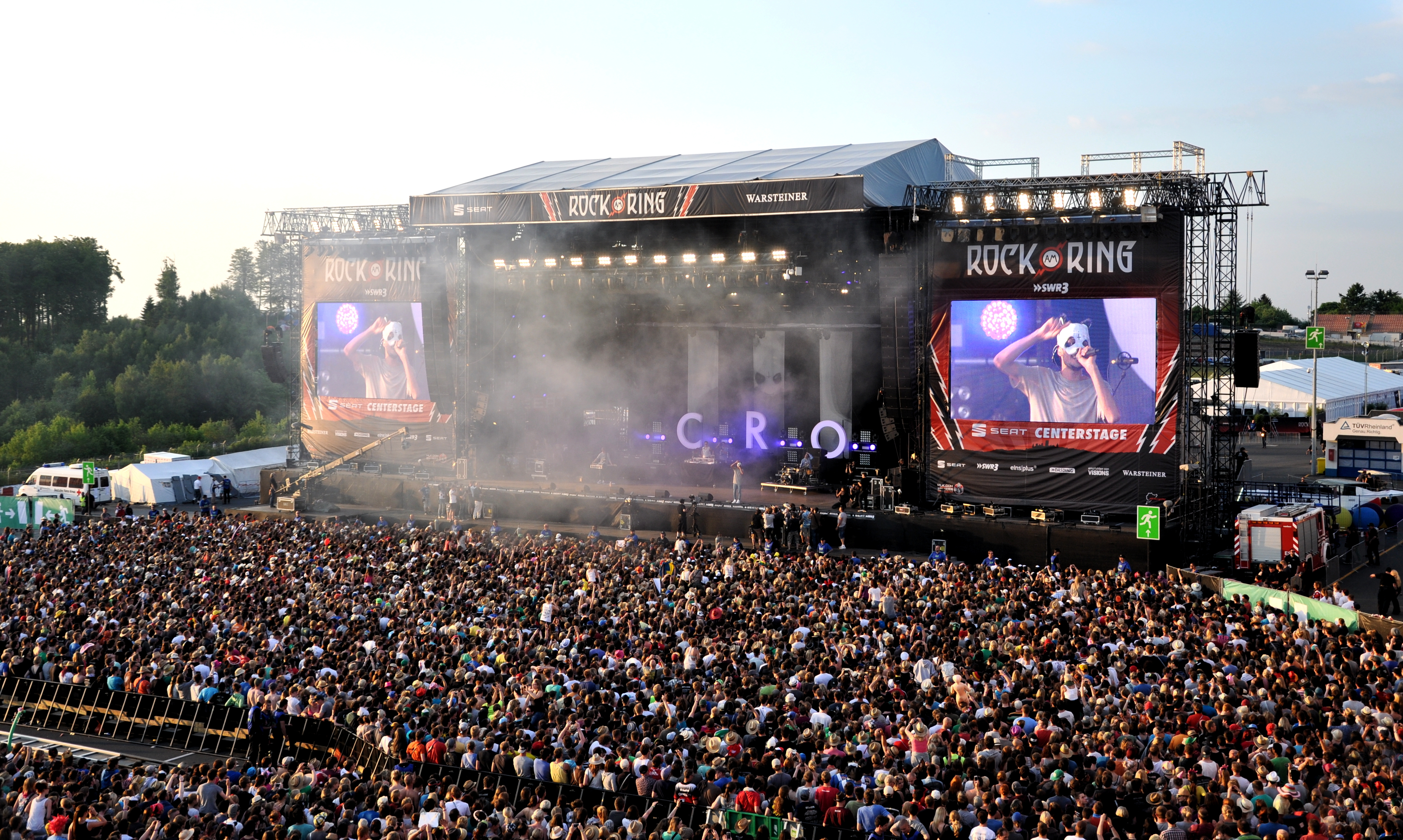
Cro auf der Centerstage 2013

### Weggang vom Nürburgring (2014–2015)
Zum 30. Mai 2014 gab der Veranstalter bekannt, dass das Festival im Jahr 2014 zum letzten Mal am Nürburgring stattfinden werde, da der Betreiber der Rennstrecke den Vertrag gekündigt habe. Laut einem Beitrag der Rhein-Zeitung habe der Betreiber der Rennstrecke eine Erhöhung des Anteils um 25 Prozent gefordert, gleichzeitig koste Rock am Ring laut Veranstalter zwei bis drei Millionen Euro mehr als das Schwesterfestival Rock im Park. Für eine Fortführung des Musikfestivals stünden zum damaligen Zeitpunkt zudem sechs neue Standorte zur Verfügung, einer davon in Rheinland-Pfalz. Am Ende kamen das JHQ Rheindahlen nahe Mönchengladbach und der ehemalige Militärflugplatz Mendig in die engere Auswahl. Nach langen Verhandlungen mit der Bundesanstalt für Immobilienaufgaben (Bima) und der Stadt Mendig fiel die Entscheidung auf Mendig, obwohl die Gemeinde kleiner und die Region strukturschwächer ist. In der Begründung lobte Lieberberg das große Entgegenkommen der Stadt Mönchengladbach, doch die Verhandlungen mit der Bima liefen äußerst zäh. Der Standort sei zwar perfekt, der Juni-Termin aufgrund der „langwierigen Verhandlungen“ mit der Bima jedoch nicht zu halten, was eine Absage an den Standort zur Folge hätte.

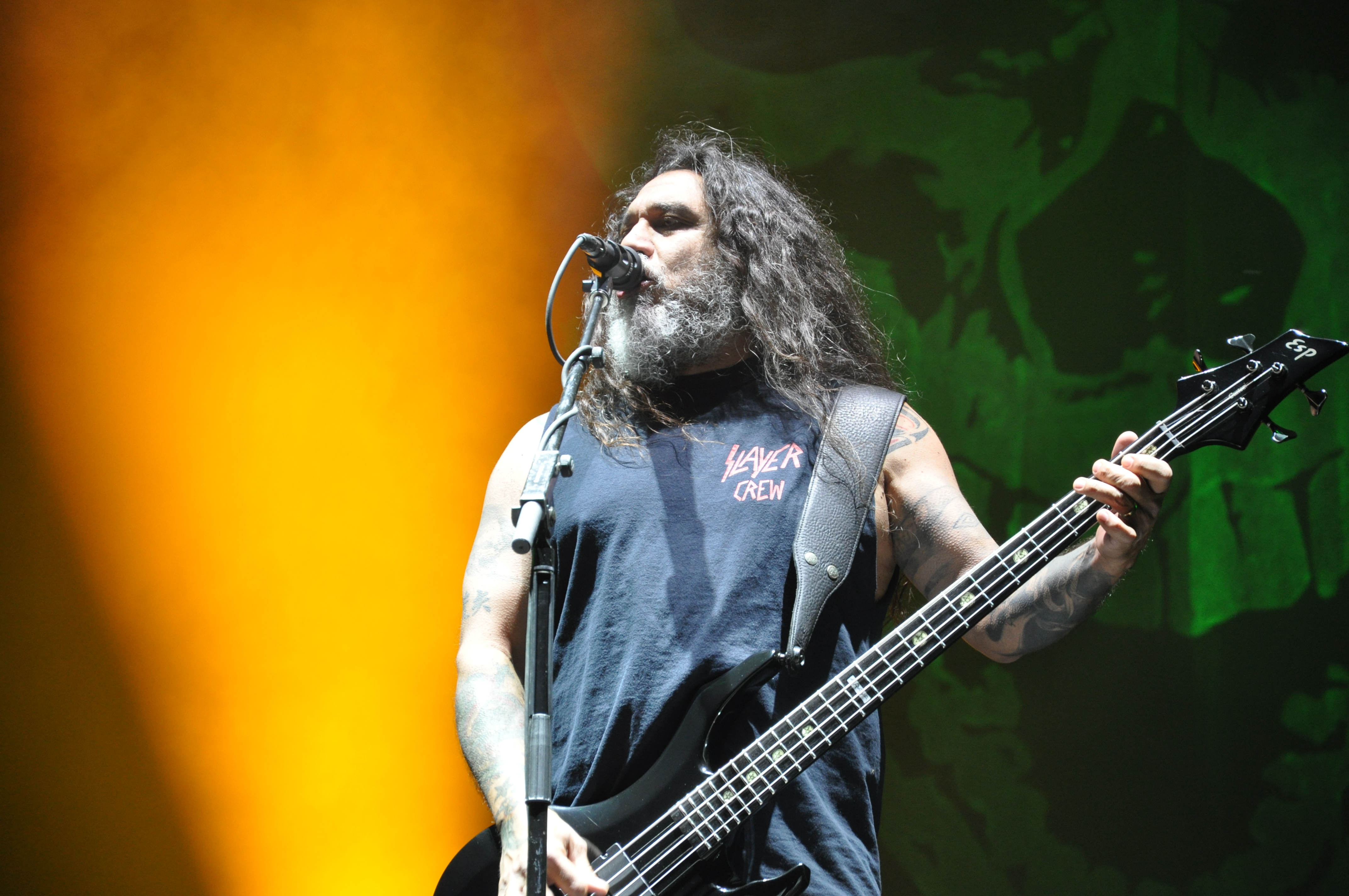
Tom Araya von Slayer bei Rock am Ring 2014

### Rock am Ring in Mendig (2015–2016)
Die Nürburgring-Gesellschaft Capricorn plante nach dem Wegfall des „Rock am Ring“ mit dem Veranstalter DEAG Deutsche Entertainment für 2015 ein neues Festival namens „Grüne Hölle Rock“ für den Nürburgring. Im Frühjahr 2015 wurde jedoch das Scheitern dieses Vorhabens bekannt, nachdem die beiden Unternehmen sich im Kostenstreit um „Grüne Hölle Rock“ entzweit hatten. Stattdessen veranstaltete die DEAG ihr neues Festival in der Veltins-Arena Gelsenkirchen.
Das erste Rock-am-Ring-Festival in Mendig wurde 2015 von einem schweren Gewitter überschattet. Ein Blitzeinschlag im Backstage-Bereich verletzte zunächst acht Festivalmitarbeiter, weitere Einschläge auf dem Zeltplatz verletzten 25 Besucher.
2016 startete das Festival mit einem neuen Besucherrekord von 92.500 Besuchern. Wettertechnisch wurde der Auftakt des Festivals erneut von schweren Unwettern begleitet. Starkregen sorgte dafür, dass die Auftritte der Bands zunächst unterbrochen werden mussten. Ein Blitzeinschlag verletzte am Abend des Festival-Freitags 15 Personen schwer, weitere 57 wurden leicht verletzt. Zwei Personen mussten wiederbelebt werden.
Da sich am Festival-Samstag eine Verschärfung der Wetterlage abzeichnete, wurde das Festival auf Anweisung der Genehmigungsbehörde zunächst vorläufig unterbrochen und das Festivalgelände geräumt. Nachdem das Programm für einige Stunden erneut aufgenommen worden war, entzog die Verbandsgemeinde Mendig dem Veranstalter die Genehmigung zur Fortführung des Festivals am dritten Festivaltag, sodass das Festival abgebrochen wurde. Lieberberg kritisierte die Entscheidung der Verbandsgemeinde Mendig. Es sei nicht gerade eine „Sternstunde der verantwortlichen Behörden“ gewesen.

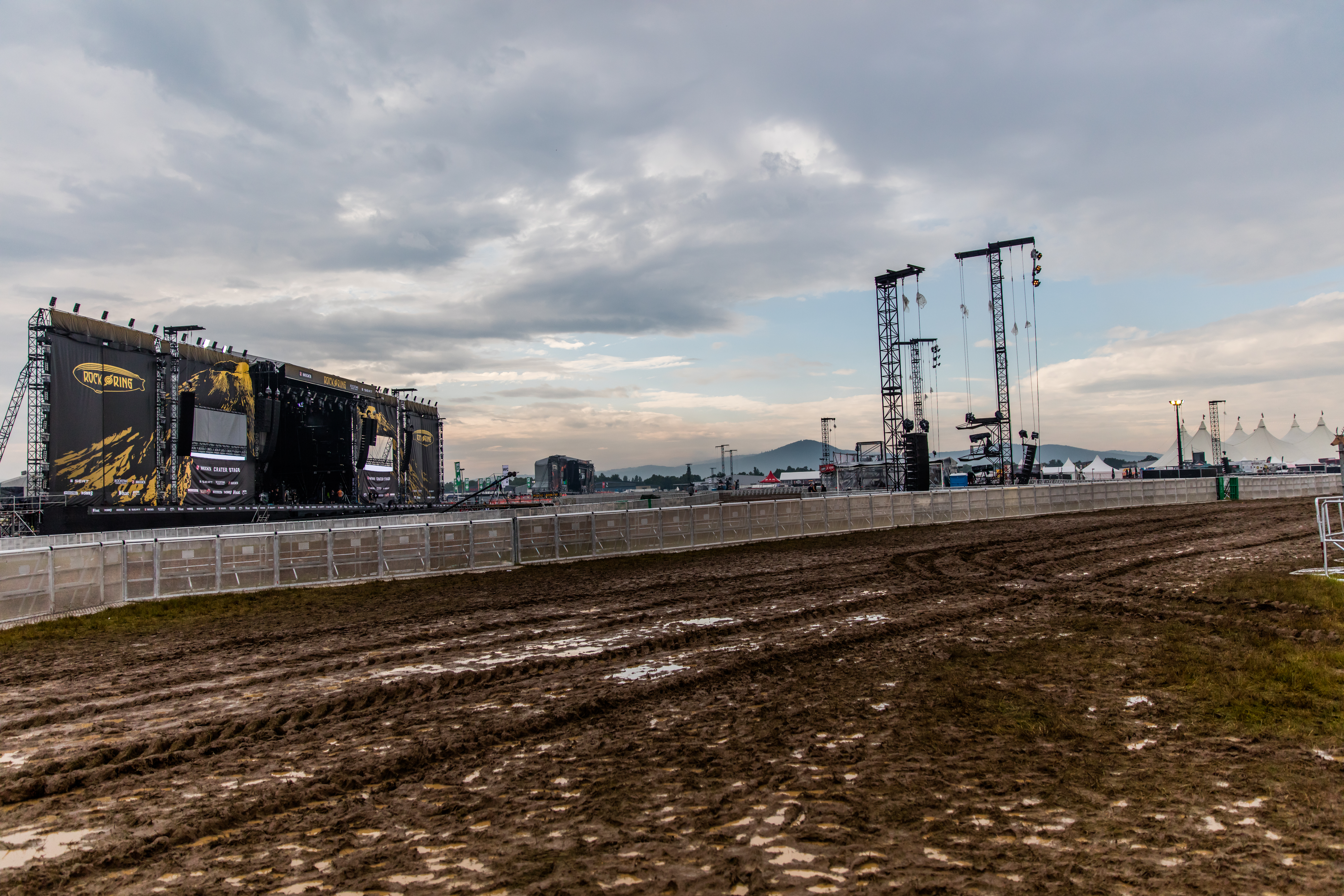
Das Festivalgelände in Mendig bei Rock am Ring 2016

### Rückkehr zum Nürburgring (2016–2019)
Im Dezember 2016 gab der Veranstalter bekannt, dass Rock am Ring 2017 aus wirtschaftlichen Gründen wieder am Nürburgring stattfinden werde.
Am Abend des 2. Juni 2017, dem ersten Tag des Festivals, wurde die mit etwa 85.000 Besuchern ausverkaufte Veranstaltung gegen 21 Uhr während eines Auftritts der Düsseldorfer Band Broilers unterbrochen und das Festivalgelände geräumt. Als Grund wurde eine terroristische Gefährdungslage genannt. Weitere für den Freitagabend geplante Auftritte entfielen, unter anderem der des Headliners Rammstein und der des Rappers Marteria. Noch am selben Abend wurden in Hessen drei Männer festgenommen und überprüft. Zwei der Männer, die der salafistischen Szene in Hessen zugerechnet werden, hatten Zugangsberechtigungen in Form von Armbändern, die ihnen direkten Zugang zu vielen Festivalbereichen ermöglichten. Einer der Männer habe zudem im Verdacht gestanden, Bezug zur terroristischen Szene zu haben. Am Vormittag des 3. Juni gab die Polizei nach einer Durchsuchung des Veranstaltungsgeländes und einer Überprüfung der Wohnungen der Verdächtigen jedoch Entwarnung, der Verdacht eines drohenden Anschlags hatte sich nicht erhärtet, sodass das Festival am Samstagmittag fortgesetzt werden konnte. Die Zugangsberechtigungen zum Festivalgelände hatten die zwei Hauptverdächtigen aufgrund einer kurzfristigen Personalanforderung eines externen Sicherheitsdienstleisters erhalten.

### Das Festival in Zeiten der Corona-Pandemie (2020–2021)
Am 16. April 2020 gab der Veranstalter bekannt, dass das Rock-am-Ring-Festival und das Rock-im-Park-Festival 2020 aufgrund des wegen der Corona-Pandemie erlassenen und bis zum 31. August 2020 geltenden Verbotes aller Großveranstaltungen abgesagt werden. Bereits erworbene Tickets konnten für das jeweilige Festival des Folgejahres kostenfrei umgetauscht werden. Alternativ wurde ab dem 15. Juli 2020 auch eine vollständige Rückerstattung des Kaufpreises angeboten. Es sollte keine Änderungen bei den geplanten Headlinern geben. Von Seiten des Veranstalters hieß es am 25. September 2020, dass der Großteil der Ticketbesitzer die Umtauschmöglichkeit wahrgenommen habe und so für den Vorverkauf nur noch ein Restkontingent an Eintrittskarten zur Verfügung stehe.
Am 10. März 2021 wurde „vor dem Hintergrund der weiterhin unsicheren Infektionslage“ die Absage der beiden Schwesterfestivals Rock am Ring und Rock im Park für das Jahr 2021 bekanntgegeben. Aufgrund des erneuten Ausfalls wurde das Festival im April 2021 vom Deutschen Kulturrat in die Vorwarnstufe der Roten Liste 2.0 aufgenommen.

### Rock am Ring ohne Marek Lieberberg (seit 2021)
Aufgrund diverser Umstrukturierungen bei den Veranstalterfirmen wurde 2021 bekannt, dass der Gründer und langjährige Hauptverantwortliche Marek Lieberberg nicht mehr länger mit dem Festival verbunden sein werde. Im Zuge der Veränderung wurde fortan auch das Logo von Rock am Ring und die Namen der Bühnen geändert.

Logo von Rock am Ring von 2010 bis 2021

2022 konnte das Festival erstmals nach der Corona-Pandemie wieder stattfinden und erreichte mit 90.000 zahlenden Zuschauern die höchste Besucherzahl seit 2016.
Die Ticketverkäufe für die Festivalausgabe 2023 liefen schleppend. Es wurde die Vermutung aufgeworfen, dies liege an höheren Ticketpreisen. Seitens des Veranstalters wurde zudem erwogen, die mangelnden Ticketverkäufe könnten mit inflationsbedingten Sparmaßnahmen der Fans zusammenhängen. Gleichzeitig verlief der Verkauf von Tickets anderer Festivals, deren Preise gleichermaßen angehoben wurden, deutlich besser. Zu Ostern wurde versucht, den Verkauf mit einer Rabattaktion anzukurbeln, im Rahmen derer die Weekendtickets sogar günstiger als in der ersten „Early Bird“-Verkaufsphase zu haben waren, was zu Verstimmungen unter denjenigen Fans führte, die sich schon frühzeitig ein Ticket verschafft hatten.
Der Vorverkauf für 2024 verlief erfolgreicher, woraufhin seitens der Veranstalter explizit eine weitere kurzfristige Rabattaktion ausgeschlossen wurde. Mit wieder deutlich mehr Besuchern, teils stärkerem Wind aber grundsätzlich gutem Wetter und insgesamt friedlich verlief das Festival im Jahr 2024.
Vom 6. bis 8. Juni 2025 stand eine Jubiläumsausgabe von Rock am Ring an, mit der das Festival sein 40-jähriges Bestehen feierte. Bereits gegen Ende des Festivals 2024 wurde die amerikanische Metalband Slipknot als erster Headliner für 2025 angekündigt. Die Band feierte dann selbst das Jubiläum ihres gleichnamigen Debütalbums. Im Unterschied zu den Ausgaben in den Vorjahren waren Auftritte auf vier statt drei Bühnen geplant. Die Wochenendtickets starteten im Vorverkauf mit 179 € und somit gleichzeitig 20 € günstiger als im Vorjahr. Die Tickets verkauften sich rasch – zum günstigsten Preis waren sie lediglich die erste Stunde lang erhältlich. Kurz später wurde zusätzlich die Einrichtung eines neuen Campingplatzes angekündigt, des „Racetrack Rock'n'Roll Campings“ direkt auf der Rennstrecke.

## Besonderheiten, Gelände und Infrastruktur
Seit 1997 findet Rock im Park in Nürnberg statt, gleichzeitig zu Rock am Ring in der Eifel. Normalerweise spielen auf dem Zwillingsfestival dieselben Bands, es kommt aber z. B. durch Terminschwierigkeiten vor, dass einzelne Bands nur auf einem der beiden Festivals zu sehen sind.
Ein wichtiger Bestandteil des Festivals ist das Campen rund um das Festivalgelände, dessen Charakter sich jedoch im Laufe der Zeit gewandelt hat: In den ersten Jahren waren vor allem kleine Zelte und wenige Kleintransporter zu sehen. Inzwischen wird das Bild zunehmend von Pavillons und Wohnmobilen geprägt. Im Laufe der Zeit waren auch vermehrt Großfahrzeuge wie Lkw auf den Campingplätzen anzutreffen, bevor diese verboten wurden. Da früher alte Couchgarnituren und Sofas liegengelassen wurden, darf man diese nicht mehr mitbringen. Die Campingflächen haben eine Gesamtgröße von etwa 80 Hektar, hinzu kommen Parkflächen von ebenfalls circa 80 Hektar. Über die Flächen verteilen sich circa 30 Kilometer Zaun, 80 mobile Lichtmasten und 10 Kilometer Wasserleitungen.
Für die Veranstaltung werden 83 Stromgeneratoren, davon alleine 35 für Gastronomie, circa 500 Lautsprecher, knapp 56 Kilometer Stromkabel, fast 2000 Meter Traversen und insgesamt 7 LED-Leinwände benötigt.
Für das Festival arbeiten 132 Stagehands, 15 Techniker und 700 Security-Kräfte, die mit circa 300 Funkgeräten ausgestattet sind.

Das Festivalgelände im Jahr 2017
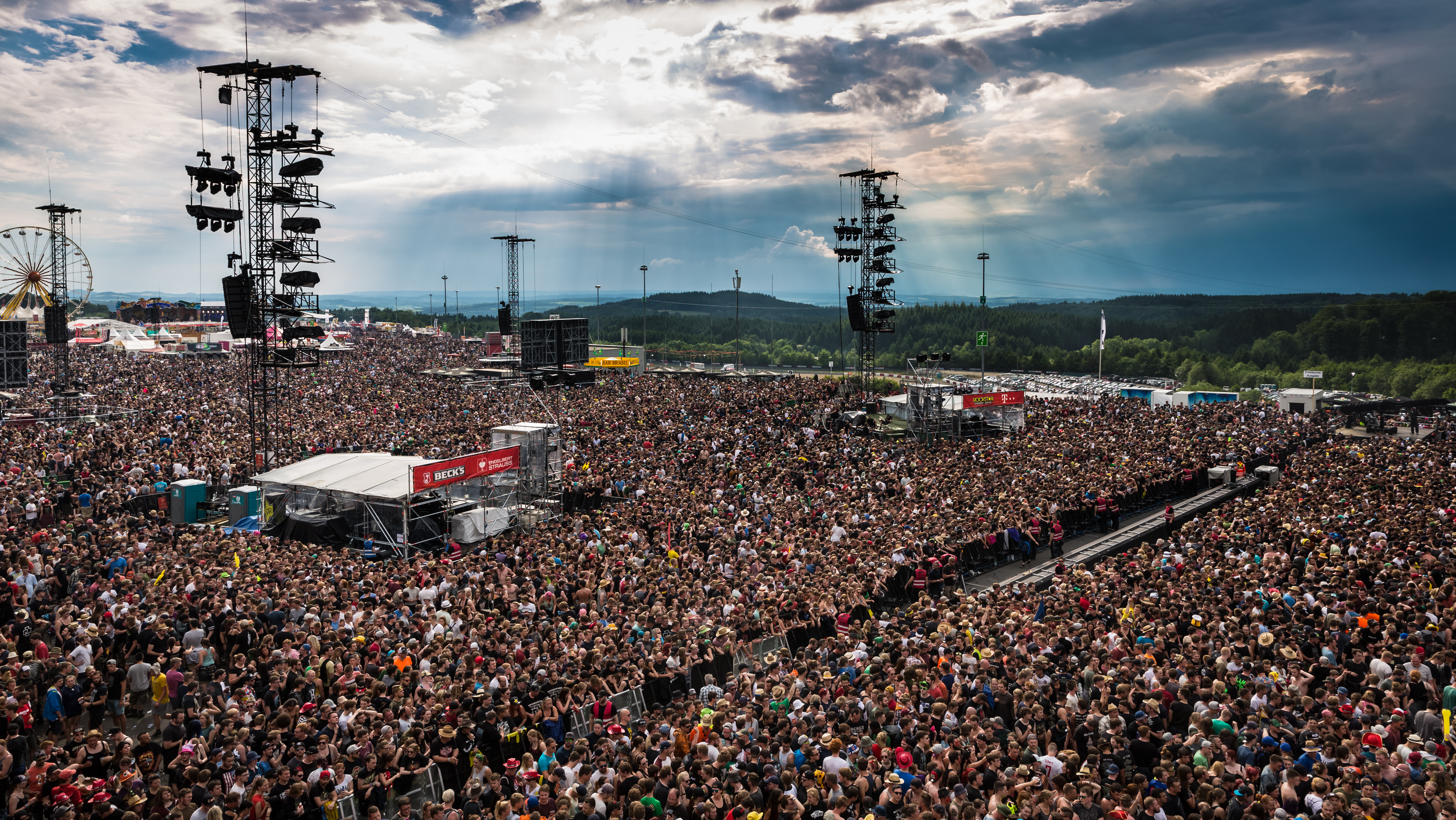
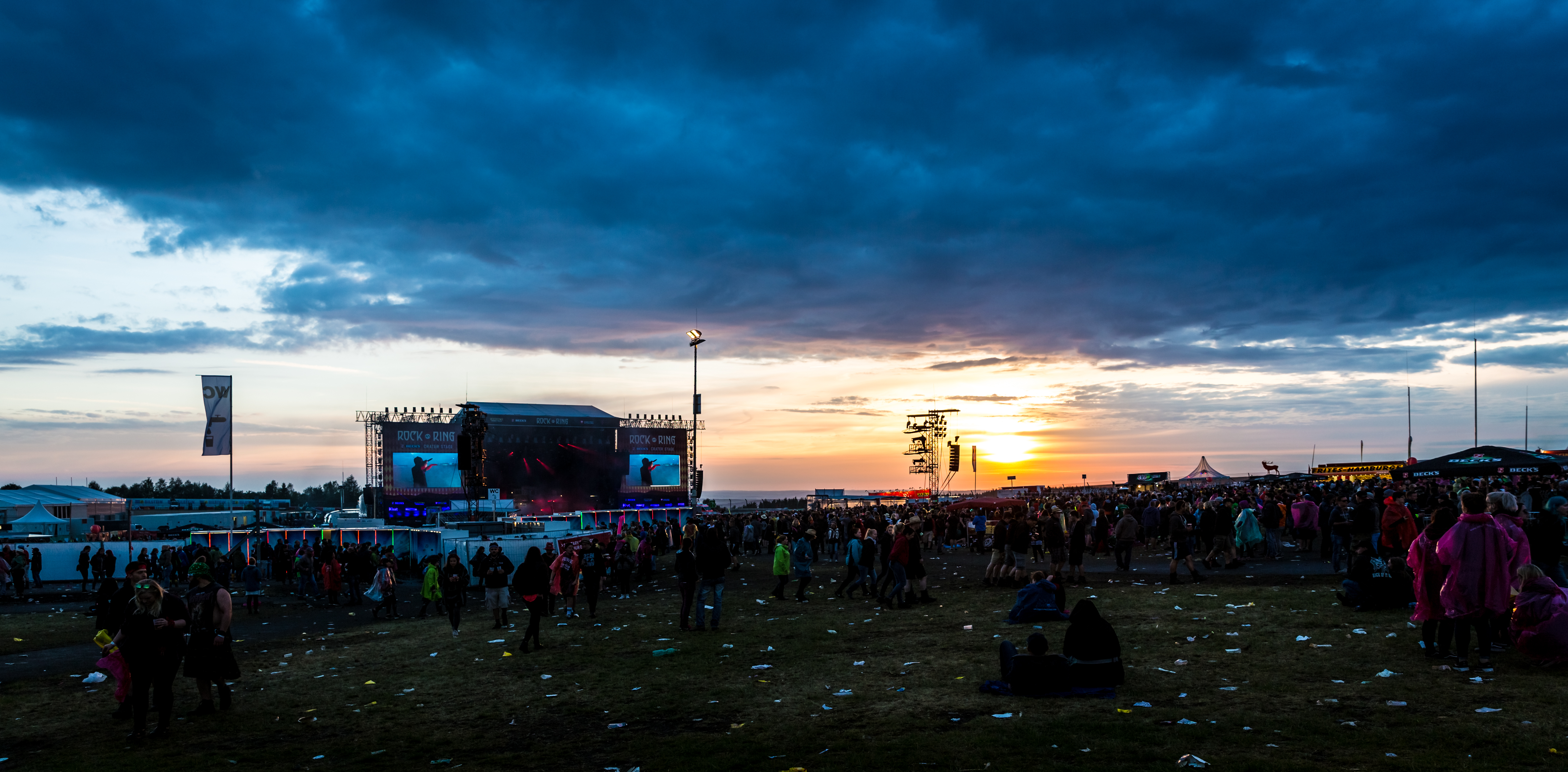
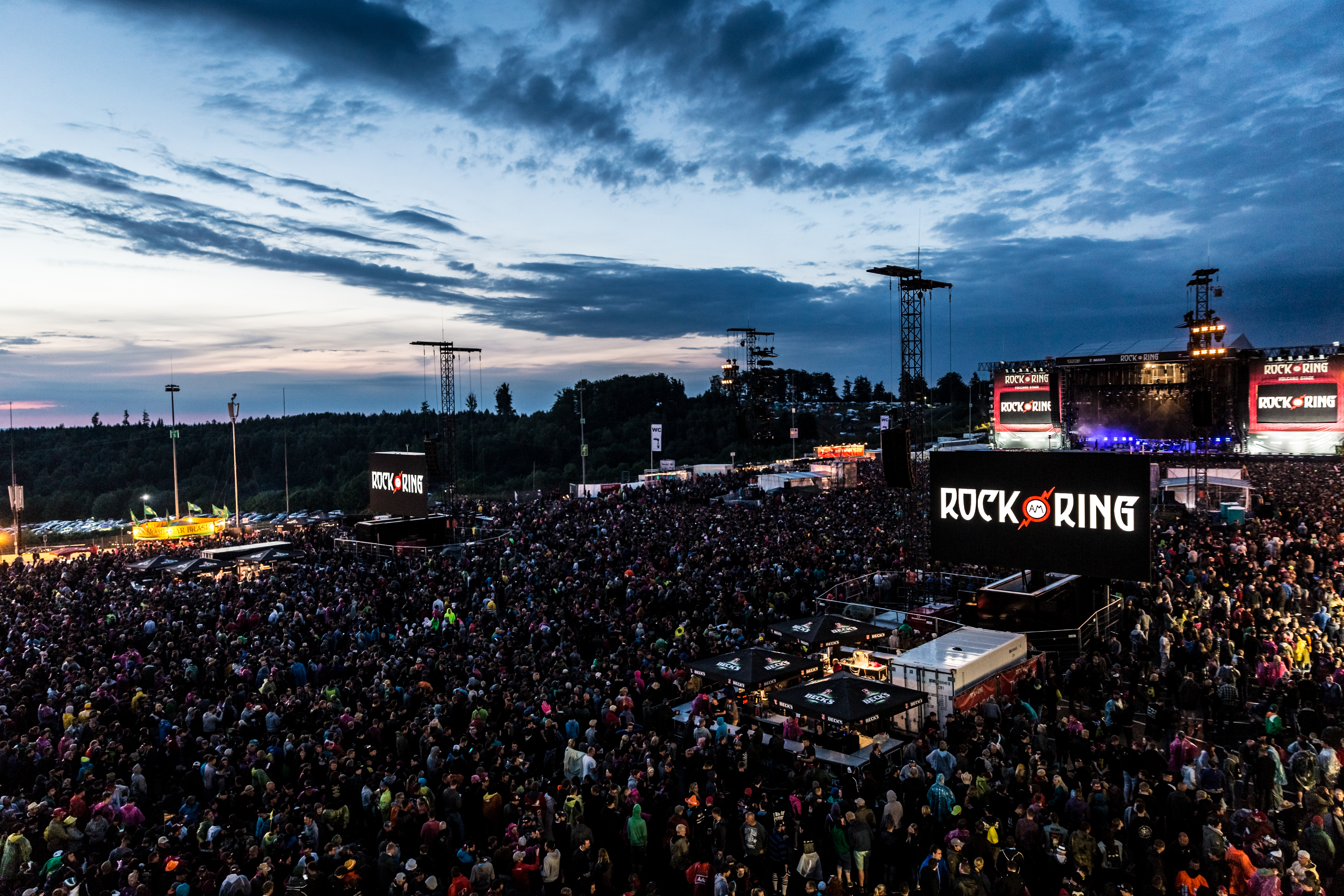

## Namensstreitigkeiten
Am 12. Juni 2014 meldete der deutsche Metal Hammer unter Berufung auf eine Meldung von Focus Online, dass die Betreiber des Nürburgrings eine einstweilige Verfügung über die weitere Nutzung der Marke „Rock am Ring“ erwirken wollten.
In erster Instanz wurde entschieden, dass der Name sowohl Lieberberg als auch dem Ringbetreiber gehöre.
Nach einer erneuten Prüfung des Urteils durch die Anwälte Lieberbergs wurde im Juli Berufung beim Oberlandesgericht Koblenz eingereicht. Dieses entschied Ende August 2014 in einer einstweiligen Verfügung, dass der Name der Marke „Rock am Ring“ Lieberberg gehöre. Die Entscheidung im Hauptverfahren wurde 2016 vertagt. Im Dezember kam es dann zu einer Einigung zwischen den Veranstaltern und Lieberberg, sodass das Festival 2017 zu seinem ursprünglichen Veranstaltungsort zurückkehrte.

## Veranstalter
Das Festival wurde seit seiner erstmaligen Durchführung 1985 durch Marek Lieberberg und sein Unternehmen „Marek Lieberberg Konzertagentur GmbH & Co. KG“ veranstaltet. Im Jahr 2000 verkaufte Lieberberg das Unternehmen teilweise an die Ticketing-Gesellschaft Eventim, blieb aber Geschäftsführer und somit auch weiterhin für das Festival verantwortlich.
In den folgenden Jahren spannte Lieberberg zudem auch seinen Sohn André Lieberberg zunehmend in die Organisation des Festivals ein. 2015, rund zwei Monate nach der erstmaligen Austragung des Festivals in Mendig, wechselten beide zum amerikanischen Entertainment-Konzern Live Nation Entertainment, mit dem sie bereits zuvor unter anderem bei der Künstlerbuchung für Rock am Ring intensiv zusammenarbeiteten. Eventim blieb weiterhin Eigentümerin der Marek Lieberberg Konzertagentur, benannte diese aber in „eventimpresents GmbH & Co. KG“ um. Auch die Namensrechte an den Festivals behielt man. Mit der Durchführung des Festivals wurde aber Live Nation beauftragt, sodass Lieberberg seinen Einfluss auf das Festival behielt.
Anfang 2021 wurde bekannt, dass Eventim die nur ein Jahr alte Konzertagentur „DreamHaus GmbH“ übernahm. Diese setzt sich zu einem großen Teil aus Personal zusammen, das zuvor bei Live Nation und der Marek Lieberberg Konzertagentur als Manager tätig war. DreamHaus solle ab der Ausgabe 2022 die Durchführung von Rock am Ring übernehmen. Als Geschäftsführer von DreamHaus und Veranstalter des Festivals tritt Matt Schwarz auf, der zuvor bei Live Nation Chief Operating Officer war.
Das Festival für 2021 sollte zunächst noch von Live Nation produziert werden, wurde aber einen Monat später abgesagt. Marek und Andre Lieberberg sind seither nicht mehr mit dem Festival verbunden.

## Termine und Bands
| Datum                                  | Künstler | Sonstiges                                    | Besucher                                           | Preise |
| -------------------------------------- | --- | -------------------------------------------- | -------------------------------------------------- | --- |
| 25./26. Mai 1985                       | U2, Foreigner, Saga, Joe Cocker, Marillion, Gianna Nannini, Chris de Burgh, Marius Müller-Westernhagen, The Alarm, Rick Springfield, REO Speedwagon, Huey Lewis, Shakatak, Mink DeVille, Lone Justice, Night Ranger, Immaculate Fools | 17 Bands 1 Bühne                             | 75.000                                             | 49 DM |
| 14./15. Juni 1986                      | Simple Minds, The Cure, INXS, Simply Red, Talk Talk, Cock Robin, The Bangles, Bonfire, The Waterboys, Fritz Brause, Chris Rea, Feargal Sharkey, Flatsch, Herwig Mitteregger, James Taylor, Munich, Strangeways, Ten Ten, The Alarm, The Cult, The Damned | 21 Bands 1 Bühne                             | 50.000                                             | 55 DM |
| 6./7. Juni 1987                        | David Bowie, Eurythmics, Udo Lindenberg, UB40, Heinz Rudolf Kunze, Wolfgang Niedecken, Bob Geldof, Chris Isaak, Clowns & Helden, Ina Deter, Alan Woerner, China Crisis, Echo & The Bunnymen, Flatsch, Gerd Gerdes, Hob Goblin, Hurrah!, Silencer, Thompson Twins | 19 Bands 1 Bühne                             | 60.000                                             | 55 DM |
| 6./7. Juni 1988                        | Marius Müller-Westernhagen, Fleetwood Mac, Chris Rea, The Christians, Wolf Maahn, Fischer-Z, The Nits, In Tua Nua, Rainbirds, Lloyd Cole, Martin Stephenson, Ry Cooder, Inker & Hamilton, It Bites, Imperiet, The Adventures, Aswad, Gina Livingston | 18 Bands 1 Bühne                             | 30.000                                             | 55 DM |
| 28.–30. Juni 1991                      | INXS, Toto, Sting, The Sisters of Mercy, Eros Ramazzotti, Fury in the Slaughterhouse, The Jeremy Days, Brings, James, Dave Stewart, Bob Geldof, David Hanselmann | 20 Bands 1 Bühne                             | 51.000                                             | 60 DM |
| 5.–7. Juni 1992                        | The Cult, Marillion, Saga, Bryan Adams, Elton John, Pearl Jam, Lisa Stansfield | 23 Bands 1 Bühne                             | 42.000                                             | 75 DM |
| 29./30. Mai 1993                       | INXS, Faith No More, Def Leppard, Brian May, Robert Plant, The Black Crowes, The Silencers, Hothouse Flowers, Ugly Kid Joe, Héroes del Silencio, Leonard Cohen, Brings, Neo Deo, Axxis, Pink Cream 69, Die Fantastischen Vier, Danzig, Melissa Etheridge, The Screaming Jets. | 25 Bands 2 Bühnen                            | 50.000                                             | 75 DM |
| 20.–22. Mai 1994                       | Aerosmith, Peter Gabriel, Clawfinger, Nina Hagen, Rage Against the Machine, Radiohead, Soul Asylum, Therapy?, Paradise Lost, The Breeders, The Hooters, Extreme, Nationalgalerie, Manic Street Preachers, Cry of Love, Jackyl, Galliano, The Smashing Pumpkins, Crowded House, Bonnie Raitt, The Cranberries, Richie Havens, Ian McNabb, Prong. | 31 Bands 2 Bühnen                            | 70.000                                             | 88 DM |
| 3./4. Juni 1995                        | Van Halen, Bon Jovi, Megadeth, Otto Waalkes, The Pretenders, Bad Religion, Danzig, Weezer, Faith No More, Die Doofen, Dave Matthews Band, Ugly Kid Joe, Therapy?, Hootie and the Blowfish | 28 Bands 1 Bühne                             | 70.000                                             | 90 DM |
| 24.–26. Mai 1996                       | Bryan Adams, Herbert Grönemeyer, Die Toten Hosen, Sting, Fugees, Alanis Morissette, Héroes del Silencio, Bush, Mike & the Mechanics, Sepultura, Rancid, Paradise Lost, Such a Surge, Zucchero, Dave Matthews, The Presidents of the United States of America, Monster Magnet, K’s Choice, Santana, Amanda Marshall, Placebo, Thumb, James Hall, Ash, Spacehog, Deftones, Rage Against the Machine, The Mustard Seeds. | 43 Bands 2 Bühnen                            | 75.000                                             | 110 DM |
| 16.–18. Mai 1997                       | Kiss, Aerosmith, Die Ärzte, Supertramp, Texas, Fun Lovin’ Criminals, Tool, Neneh Cherry, Fugees, Bush, Silverchair, Nada Surf, Sharon Stoned, Live, Zucchero, Caroline’s Spine. | 53 Bands 2 Bühnen                            | 70.000                                             | 110 DM |
| 29.–31. Mai 1998                       | Bob Dylan, Genesis, Ozzy Osbourne, Rammstein, Van Halen, BAP, The Prodigy, Guano Apes, The Smashing Pumpkins, Moby, Fettes Brot, Clawfinger, Fünf Sterne deluxe, Deftones, Fischmob, J.B.O., Insane Clown Posse, Pyogenesis. | 66 Bands 3 Bühnen (neu: House of Comedy)     | 58.000                                             | 130 DM |
| 21.–23. Mai 1999                       | Metallica, Bryan Adams, Alanis Morissette, Xavier Naidoo, Robbie Williams, Faithless, Skunk Anansie, Fear Factory, Monster Magnet, Biohazard, Cypress Hill, Anne Clark, Wolfsheim, Liquido, Garbage. | 93 Bands 4 Bühnen (neu: Talentforum)         | 63.000                                             | 139 DM |
| 9.–11. Juni 2000                       | Pearl Jam, Die Toten Hosen, Sting, Oasis, Travis, Eurythmics, Korn, Rage Against the Machine, Slipknot, Deftones, Santana, Methods of Mayhem, The Mighty Mighty Bosstones, Such a Surge, Weissglut anstelle von Cypress Hill, Snapcase, Good Riddance, Freundeskreis, Junkie XL, Fünf Sterne deluxe, Sportfreunde Stiller. | 89 Bands 4 Bühnen                            | 75.000                                             | 139 DM |
| 1.–3. Juni 2001                        | a-ha, Limp Bizkit, Radiohead, Alanis Morissette, Linkin Park, Kid Rock, 3 Doors Down, Papa Roach, OutKast, Samy Deluxe, Blumfeld, Emil Bulls, Disturbed, H-Blockx, Uncle Ho, Godsmack, Mudvayne, Queens of the Stone Age, Afrob, The Hives, Thumb, Seeed, OPM, Alien Ant Farm, Reamonn, HIM, Donots, 4Lyn, Anastacia, Big Jim, Blackmail, Boy Hits Car, Briskeby, Chima, The Devine Comedy, John Doyle, Echt, Amen, Eläkeläiset, Erkan & Stefan, Feeder, (hed) p.e., Heyday, The (International) Noise Conspiracy, JJ72, K’s Choice, Oliver Kalkofe, Korona, Krezip, Lifehouse, Madrugada, Mambo Kurt, Manic Street Preachers, Mo Solid Gold, My Vitriol, NTS, Patrice, Reel Big Fish, Semisonic, Shantel, Slut, Söhne Mannheims, Sona Fariq, SR‐71, Starsailor, Static-X, Studio Braun, Sub7even, Tomte, Tool, Toploader, Torch, Travis, Turin Brakes, Vega4, Waikiki Beach Bombers, Zombie Joe. Guns n’ Roses waren ursprünglich als Headliner angekündigt, sagten jedoch ab. | 86 Bands 4 Bühnen                            | 65.000                                             | 150 DM |
| 17.–19. Mai 2002                       | The Offspring, Bad Religion, Lenny Kravitz, Carlos Santana, Farin Urlaub, Faithless, Neil Young, Jamiroquai, Wyclef Jean, Ozzy Osbourne, Beatsteaks, H-Blockx, System of a Down, 4Lyn, Alien Ant Farm, Drowning Pool, P.O.D., Muse. | 94 Bands 4 Bühnen                            | 50.000                                             | 77 € |
| 6.–8. Juni 2003                        | Metallica, Iron Maiden, Placebo, Dave Gahan, Marilyn Manson, Moby, Queens of the Stone Age, Reamonn, Audioslave, Ministry, The Hellacopters, Silverchair, Deftones, Emil Bulls, Die Happy, Saïan Supa Crew, Molotov, Disturbed. | 76 Bands 3 Bühnen (House of Comedy entfällt) | 75.000                                             | 99 € |
| 4.–6. Juni 2004                        | Muse, Machine Head, Red Hot Chili Peppers, Die Toten Hosen (Friss oder stirb Tour), Faithless, Dick Brave & the Backbeats, Evanescence, Avril Lavigne, Wir sind Helden, Linkin Park, Motörhead, Donots, Sportfreunde Stiller, The Rasmus, Seeed, Korn, 3 Doors Down, Lagwagon, H-Blockx, Lostprophets, Nickelback, Beatsteaks. | 83 Bands 3 Bühnen                            | 65.000                                             | 105 € |
| 3.–5. Juni 2005                        | Iron Maiden, Green Day, R.E.M., Mötley Crüe, Sonic Youth, Melody Club, Incubus, Weezer, The Hives, Slayer, Marilyn Manson, 3 Doors Down, Velvet Revolver, The Prodigy, Slipknot, Fettes Brot, Mando Diao, Subway to Sally, Papa Roach, Apocalyptica, Wir sind Helden (anstelle von Limp Bizkit), Die Toten Hosen (Friss oder stirb Tour), Wednesday 13, Dir En Grey, Kagerou, Within Temptation, HIM, Simple Plan, Kettcar, Tomte, Madsen, Lacuna Coil, In Flames, Avenged Sevenfold, Garbage. | 92 Bands 3 Bühnen                            | 70.000                                             | 105 € |
| 2.–4. Juni 2006                        | Metallica, Guns n’ Roses, Tool, Depeche Mode, Placebo, Korn, Deftones, Alice in Chains, Stone Sour, Reamonn, The Darkness, Franz Ferdinand, Sportfreunde Stiller, Kaiser Chiefs, Keane, Turbonegro, Jamiroquai, Morrissey, Bloodhound Gang, In Flames, Lacuna Coil, Danko Jones, Soulfly, Nelly Furtado, David Gray, Paul Weller, Tomte, Bela B, Pharrell Williams, The Streets, Babyshambles, Dir En Grey, Kagerou, Avenged Sevenfold, Angels & Airwaves. | 95 Bands 4 Bühnen (neu: Coke DJ Culture)     | knapp über 80.000; Kapazitätsgrenze lag bei 83.500 | 130 €; es waren einmalig Golden Circle Tickets zum Preis von 350 € erhältlich, diese entsprachen VIP-Tickets |
| 1.–3. Juni 2007                        | Linkin Park, Die Ärzte, Muse, Billy Talent, The Hives, Evanescence, The White Stripes, Arctic Monkeys, My Chemical Romance, Jan Delay & Disko No. 1, Razorlight, Enter Shikari, Funeral for a Friend, The Smashing Pumpkins, Beatsteaks, Mando Diao, Kaiser Chiefs, Wolfmother, 30 Seconds to Mars, Slayer, Machine Head, Megadeth, Type O Negative, Killswitch Engage, Papa Roach, Sugarplum Fairy, Velvet Revolver, Korn, Good Charlotte, Revolverheld, Hinder, Sunrise Avenue, The Kooks, Wir sind Helden, Scissor Sisters, Travis, MIA., Maxïmo Park, Down Below, DragonForce, Chimaira, Lamb of God, DevilDriver, Bloodsimple, Bowling for Soup, Paramore, As I Lay Dying, Silverstein und The Used. | 98 Bands 2 Open-Air-Bühnen 1 Großraumzelt    | 82.000                                             | 125 € (Bis 2. März 110 €)                                                                                    |
| 1.–3. Juni 2007                        | - erstmals im Vorverkauf ausverkauft; bereits 4 Wochen nach Vorverkaufsstart konnten angeblich ca. 60.000 Tickets abgesetzt werden |                                              |                                                    | |
| 6.–8. Juni 2008                        | Metallica, Queens of the Stone Age, Rage Against the Machine, Die Toten Hosen, Incubus, Fair to Midland, Serj Tankian, Motörhead, Bullet for My Valentine, The Verve, The Offspring, Söhne Mannheims, Nightwish, Babyshambles, HIM, The Prodigy, Sportfreunde Stiller, Fettes Brot, Jimmy Eat World, Kid Rock, Simple Plan, Lostprophets, The Fratellis, In Flames, Oomph!, Manic Street Preachers, Disturbed, Stereophonics, Madsen, The Streets, Cavalera Conspiracy, Coheed and Cambria, Bad Religion, Opeth, Rooney, Culcha Candela, Samavayo, Bedouin Soundclash, Hot Chip, Gavin Rossdale, Dimmu Borgir, Silverstein, 36 Crazyfists, Fräulein Wunder, Everblame, Soma, Mr. Virgin and His Love Army. | 98 Bands 2 Open-Air-Bühnen Großraumzelt      | über 85.000, im Vorverkauf ausverkauft             | 135 € (Bis 31. Dezember 125 €)                                                                               |
| 5.–7. Juni 2009                        | 2raumwohnung, A Day to Remember, Alexisonfire, All That Remains, … And You Will Know Us by the Trail of Dead, Basement Jaxx, Biffy Clyro, Billy Talent, Black Stone Cherry, Bloc Party, Bring Me the Horizon, Chester French, Chris Cornell, Dir En Grey, DragonForce, Dredg, Duff McKagan’s Loaded, Enter Shikari, Esser, Expatriate, Exposed to Noise, Five And The Red One, Flogging Molly, Gallows, Guano Apes, Hollywood Undead, Ich Bin Bunt, Jan Delay & Disko No. 1, Juliette Lewis and The New Romantiques, Kettcar, Kilians, Killswitch Engage, Kitty, Daisy & Lewis, Korn, Limp Bizkit, Little Man Tate, Machine Head, Madina Lake, Madness, Mando Diao, Marilyn Manson, MIA., Middle Class Rut, Nervecell, New Found Glory, Pain, Papa Roach, Peter Fox, Peter Bjorn and John, Phoenix, Placebo, Polarkreis 18, Razorlight, Reamonn, Scouting for Girls, Selig, Sevendust, Shinedown, Silvester, Slipknot, Staind, Steadlür, Sugarplum Fairy, The All-American Rejects, The Blackout, The Crave, The Gaslight Anthem, The Killers, The Kooks, The Prodigy, The Rifles, The Script, The Soundtrack of Our Lives, The Subways, Tomte, Trivium, Samavayo, Volbeat, VV Brown, White Lies, Wirtz, You Me at Six | 92 Bands 2 Open-Air-Bühnen 1 Großraumzelt    | 80.000, bereits Ende März ausverkauft              | ? € (ab 1. Februar 139 €)                                                                                    |
| 3.–6. Juni 2010                        | 30 Seconds to Mars, A Day to Remember, Airbourne, Alice in Chains, Alkaline Trio, As I Lay Dying, Bad Religion, Broilers, Bullet for My Valentine, Cancer Bats, Carpark North, Crime In Stereo, Crystal Castles, Cypress Hill, Delphic, Die Sterne, Disco Ensemble, Dizzee Rascal, Dommin, Editors, Donots, Ellie Goulding, Eyes of Solace, Fertig, Los!, Five Finger Death Punch, Foals, Gentleman, Gogol Bordello, Gossip, H-Blockx, Halestorm, Hammerfall, Heaven Shall Burn, HIM, Jan Delay & Disko No. 1, Jay-Z, Kamelot, Kasabian, Katatonia, Kate Nash, Kiss, Lamb of God, Lazer, Lissie, Motörhead, Muse, OneRepublic, Pendulum, Rage Against the Machine, Rammstein, Rise Against, Rock Rotten’s 9mm Assi Rock’n’Roll, Roman Fischer, Slash, Slayer, Sportfreunde Stiller (unplugged), Stone Sour, Sweethead, Taking Dawn, The Cribs, The Damned Things, The Hives, The New Black, The Sounds, The Storm, Them Crooked Vultures, Tocotronic, Turbostaat, Volbeat, We Are the Fallen, Whitechapel, Year Long Disaster, YouMeAtSix, Zebrahead, Taylor Hawkins & The Coattail Riders, WhoMadeWho | 85 Bands 3 Bühnen                            | 86.500, bereits Ende März ausverkauft              | 150 € |
| 3.–6. Juni 2010                        | - auf Grund des 25-jährigen Jubiläums von Rock am Ring / Rock im Park dauerte das Festival, statt der sonst üblichen drei Tage, vier Tage - erstmals übertrug der ARD-Digitalsender EinsPlus mehr als 30 Stunden live in voller Länge |                                              |                                                    | |
| 3.–5. Juni 2011                        | … And You Will Know Us by the Trail of Dead, 3 Doors Down, All That Remains, Alter Bridge, Architects, Ash, Asking Alexandria, August Burns Red, Avenged Sevenfold, Beatsteaks, Black Spiders, Black Stone Cherry, Black Veil Brides, Bodi Bill, Bonaparte, Bring Me the Horizon, Caliban, Chapel Club, Coldplay, Danzig, Deadmau5, Disturbed, Dredg, Duff McKagan’s Loaded, Escape the Fate, Framing Hanley, Frank Turner, Frankmusik, Funeral for a Friend, Hollywood Undead, Hurts, I Am Jerry, In Extremo, In Flames, Interpol, Jamaica, K.I.Z, Kellermensch, Kids in Glass Houses, Kings of Leon, Kolor, Korn, Kraftklub, Lifehouse, Lissie, Madsen, Mando Diao, Mastodon, Millencolin, Morning Parade, Oh, Napoleon, Ozark Henry, Pete Yorn, Pi!, Plain White T’s, Rob Zombie (Late Night Special), Robert Francis, Royal Republic, Selig, Sevendust, Silverstein, Simple Plan, Social Distortion, Stereo MCs, System of a Down, Söhne Mannheims, The BossHoss, The Devil Wears Prada, The Gaslight Anthem, The King Blues, The Kooks, The Naked and Famous, The Pretty Reckless, Thees Uhlmann & Band, Times of Grace, Tom Beck, Versaemerge, Volbeat, We Are Scientists, We Butter the Bread with Butter, White Lies, Wolfmother, Yellowire, Jona:S | 84 Bands 3 Bühnen                            | 84.000                                             | 170 € |
| 1.–3. Juni 2012                        | Metallica, Die Toten Hosen mit (Überraschungsauftritt) Greg Graffin, Linkin Park, Billy Talent, Enter Shikari, The Offspring, Skrillex, Tenacious D, The Subways, Deichkind, Gossip, MIA., Guano Apes, Donots, Lexy & K-Paul, Motörhead, Marilyn Manson, Killswitch Engage, Trivium, As I Lay Dying, Opeth, Machine Head, Lamb of God, The Koletzkis, Kasabian, Dick Brave & the Backbeats, Soundgarden, ASAP Rocky, Anthrax, Azealia Banks, Beginner, Boyce Avenue, Caligola, Cancer Bats, Cro, Crystal Castles, DevilDriver, Dropkick Murphys, Evanescence, Example, Fiva & Das Phantom Orchester, FM Belfast, Ghost, Gojira, Graveyard, Halestorm, Hoffmaestro, Lower Than Atlantis, Mastodon, Maxïmo Park, Periphery, Refused, Rise to Remain, Steel Panther, The Hives, The Maccabees, The Rifles, The Ting Tings, Tinie Tempah, While She Sleeps, Awolnation, Chase & Status, Citizens!, Cypress Hill, Keane, Pete Doherty, Rival Sons, Shinedown, Tove Styrke, Tribes, Triggerfinger, Destination Anywhere | 83 Bands 3 Bühnen                            | 85.000, bereits am 17. Januar 2012 ausverkauft     | 140 €, 160 € (ab 16. Januar 175 €)                                                                           |
| 7.–9. Juni 2013                        | 30 Seconds to Mars, Fettes Brot, Cro, Paramore, Fun., Imagine Dragons, The Strypes, Boys Noize, Korn, Limp Bizkit, Bullet for My Valentine, Broilers, Amon Amarth, A Day to Remember, Bring Me the Horizon, Asking Alexandria, The Ghost Inside, Love and Death, Fritz Kalkbrenner, Moonbootica, Kakkmaddafakka, Modestep, MC Fitti, Wax, The Royal Concept, Egyptian Hip Hop, Exclusive, The Prodigy, Volbeat, Stone Sour, The BossHoss, Airbourne, Papa Roach, Hacktivist, The Bloody Beetroots, The Killers, Hurts, Phoenix, Tocotronic, Biffy Clyro, Stereophonics, Jake Bugg, Leslie Clio, Palma Violets, Filius Nox, Selig, Bosse, Graveyard, Beatsteaks (Überraschungsauftritt), Disco Ensemble, Clutch, Hanni El Khatib, The Bots, Vierkanttretlager, Killerpilze, Green Day, Sportfreunde Stiller, Kraftklub, Simple Plan, Bad Religion, Royal Republic, All Time Low, Seeed, Casper, The Wombats, Dizzee Rascal, Bastille, ASAP Rocky, Blumentopf, Die Orsons, Five Finger Death Punch, Coheed and Cambria, Coal Chamber, Newsted, Escape the Fate, In This Moment, Nekrogoblikon, Bullet, Pierce the Veil, Hawk Eyes | 83 Bands 3 Bühnen                            | 87.000                                             | 150 € (später 170 €)                                                                                         |
| 5.–8. Juni 2014                        | 257ers, Awolnation, Against Me!, Alligatoah, Alter Bridge, Anthrax, Architects, Avenged Sevenfold, Babyshambles, Battlecross, Black Stone Cherry, Booka Shade, Boysetsfire, Breton, Buckcherry, Chevelle, Coldrain, Crazy Town, Cro (Überraschungsauftritt), Crossfaith, Crystal Fighters, Darlia, Der Wieland, Die Fantastischen Vier, Editors, Example, Fall Out Boy, Falling in Reverse, Georg auf Lieder, Gesaffelstein, Ghost, Ghost Town, Gogol Bordello, Haim, Heaven Shall Burn, Huntress, In Extremo, Iron Maiden, Jake Bugg, Jan Delay & Disko No. 1, John Newman, Josh Record, Kaiser Chiefs, Karnivool, Kasabian, Kings of Leon, Klangkarussell Live, Kvelertak, Left Boy, Linkin Park, Lonely the Brave, Mando Diao, Marteria, Mastodon, Maxïmo Park, Metallica, Milky Chance, Miss May I, Nessi, New Politics, Nine Inch Nails, Nothing More, Of Mice & Men, Opeth, Pennywise, Portugal. The Man, Powerman 5000, Queens of the Stone Age, Quicksand, Radkey, Rea Garvey, Rival Sons, Rob Zombie, Rudimental, SDP, Seether, Sierra Kidd, Slayer, Suicide Silence, Teesy, The Brian Jonestown Massacre, The Fratellis, The Offspring, The Pretty Reckless, The Treatment, Triggerfinger, Trivium, Walking Papers, We Are Scientists, Woodkid, Young the Giant | 91 Bands 3 Bühnen                            | über 80.000                                        | 189 €, ab 16. Dezember: 199 €, ab 1. März: 209 €                                                             |
| 5.–8. Juni 2014                        | - 2014 dauert das Festival 4 Tage, statt der gewöhnlichen 3 Tage - bereits nach 2 Wochen wurden 50.000 Tickets verkauft |                                              |                                                    | |
| 5.–7. Juni 2015                        | A Day to Remember, All That Remains, AnnenMayKantereit, Antilopen Gang, Asking Alexandria, Bad Religion, Bastille, Beatsteaks, Bilderbuch, Blues Pills, Body Count feat. Ice-T, Bombus, Broilers, Callejon, Clueso, Clutch, Code Orange, Deichkind, Die Toten Hosen, Dolomite Minor, Donots, Eagles of Death Metal, Enter Shikari, Feine Sahne Fischfilet, Fences, Foo Fighters, Frank Turner and the Sleeping Souls, Fritz Kalkbrenner, Godsmack, Hollywood Undead, Hozier, In Flames, Interpol, In This Moment, Jamie T, Kadavar, King 810, K.I.Z, Kraftklub, L7, Lamb of God, Lower Than Atlantis, Mallory Knox, Marilyn Manson, Marsimoto, Maxi Jazz & The E-Type Boys feat. Elliott Randall, Mighty Oaks, Modestep, Motionless in White, Motörhead, MS MR, Netsky, OK Kid, Papa Roach, Parkway Drive, Pop Evil, Prinz Pi, Rise Against, Royal Republic, Schmutzki, Siriusmodeselektor, Skindred, Slash feat. Myles Kennedy & The Conspirators, Slaves, Slipknot, Sondaschule, The Ghost Inside, The Prodigy, Three Days Grace, Tocotronic, Trailerpark, Tremonti, Turbostaat, Tüsn, We Are Harlot, While She Sleeps, Yellowcard, Zebrahead, Zugezogen Maskulin | 78 Bands 2 Open-Air-Bühnen 2 Großraumzelte   | über 90.000                                        | 160 €, ab 10. November: 170 €, ab 28. Dezember: 180 €                                                        |
| 5.–7. Juni 2015                        | - 2015 fand Rock am Ring das erste Mal auf dem Gelände des ehemaligen Bundeswehr-Flugplatzes in Mendig (Kreis Mayen-Koblenz) statt. |                                              |                                                    | |
| 3.–5. Juni 2016                        | 257ers, Amon Amarth, Architects, August Burns Red, Bebetta, Billy Talent, Black Temple, Breaking Benjamin, Britta Arnold, Bullet for My Valentine, Cane Hill, DCVDNS, Deftones, Dirty Doering, Disturbed, Frittenbude, Heaven Shall Burn, Issues, Karate Andi, Kid Simius, Killswitch Engage, Larkin Poe, Lexer, Lexy & K-Paul, Madmotormiquel, Major Lazer, Markus Kavka, Niconé, Of Mice & Men, One Ok Rock, Panic! at the Disco, Puscifer, RAF Camora, Red Hot Chili Peppers, Rudimental, Sascha Braemer, Schlepp Geist, Shinedown, Tenacious D, TesseracT, The 1975, The BossHoss, Volbeat, Walking on Cars, We Came as Romans, While She Sleeps Die folgenden Bands waren angekündigt, traten wegen der Unwetter aber nicht auf: Alligatoah, Beach Slang, Biffy Clyro, Birdy Nam Nam, Black Sabbath, Bring Me the Horizon, Caliban, Chefboss, Fettes Brot, Foals, Graveyard, Halestorm, Heisskalt, Henning Wehland, Johnossi, Korn, Labrinth, Lonely the Brave, Milliarden, Olson, Rival Sons, Schnipo Schranke, SDP, Sixx:A.M., Skillet, The Amity Affliction, The Struts, Trivium, Wage War, Walk the Moon, We Are Scientists, Wirtz |                                              | 92.500 (Besucherrekord) Ende Februar ausverkauft   | VVK ab 30. Oktober: 170 €                                                                                    |
| 3.–5. Juni 2016                        | - 2016 wurde das Festival nach dem zweiten Tag aufgrund schwerer Unwetter abgebrochen. |                                              |                                                    | |
| 2.–4. Juni 2017                        | 187 Strassenbande, 2Cellos, Airbourne, AnnenMayKantereit, Basement, Bastille, Beartooth, Beatsteaks, Beginner, Bonez MC & RAF Camora, Broilers, Claptone, Crystal Fighters, Dat Adam, Dead!, Die Toten Hosen, Don Broco, Donots, Feine Sahne Fischfilet, Five Finger Death Punch, Genetikk, Henning Wehland, In Flames, Jake Bugg, Kaiser Franz Josef, Kraftklub, Lemo, Liam Gallagher, Macklemore & Ryan Lewis, Marteria, Motionless in White, Pierce the Veil, Prophets of Rage, Rag ’n’ Bone Man, Razz, Simple Plan, Skindred, Sleeping with Sirens, Sondaschule, Sum 41, Suicide Silence, System of a Down, Welshly Arms, Wirtz | 3 Open-Air-Bühnen, 1 Großraumzelt            | 87.000                                             | VVK ab 20. Oktober: 185 €                                                                                    |
| 2.–4. Juni 2017                        | - 2017 wurde das Festival am ersten Tag aufgrund einer Terrorwarnung unterbrochen. Der angekündigte Auftritt von Rammstein wurde abgesagt. |                                              |                                                    | |
| 1.–3. Juni 2018                        | 6ix9ine, Alexisonfire, Alma, Alt-J, Andrew W. K., Andy Frasco, Antilopen Gang, A Perfect Circle, Asking Alexandria, Astroid Boys, Avatar, Avenged Sevenfold, Babymetal, Bad Religion, Baroness, Bausa, Beth Ditto, Bilderbuch, Black Stone Cherry, Body Count feat. Ice-T, Bullet for My Valentine, Bury Tomorrow, Caliban, Callejon, Casper, Chase & Status, Don Broco, Ego Kill Talent, Enter Shikari, Foo Fighters, Giant Rooks, Good Charlotte, Gorillaz, Greta van Fleet, GURR, Heisskalt, Hollywood Undead, Jimmy Eat World, Jonathan Davis, Kaleo, Kettcar, Kreator, Mantar, Marilyn Manson, Mavi Phoenix, Meshuggah, Milky Chance, Milliarden, Moose Blood, Muse, Nothing but Thieves, Nothing More, Parkway Drive, Pvris, RAF Camora, Rise Against, Scarlxrd, Seasick Steve, Shinedown, Snow Patrol, Starcrawler, Stone Sour, Taking Back Sunday, The Bloody Beetroots, The Maine, The Neighbourhood, The Night Game, Thirty Seconds to Mars, Thy Art Is Murder, Trailerpark, Ufo361, Vadim Samoylov, Vitalic, Walking on Cars, Yungblud, Yung Hurn | 77 Bands 3 Open-Air-Bühnen                   | 70.000                                             | VVK: 149 € + Kosten für Campingplatz                                                                         |
| 7.–9. Juni 2019                        | Adam Angst, Against the Current, Alice in Chains, Alligatoah, Amon Amarth, Arch Enemy, Architects, Atreyu, Badflower, Bastille, Behemoth, BHZ, Black Rebel Motorcycle Club, Blackout Problems, Blind Age, Bonez MC & RAF Camora, Bring Me the Horizon, Die Antwoord, Die Ärzte, Drangsal, Dropkick Murphys, Eagles of Death Metal, Feine Sahne Fischfilet, Foals, Godsmack, Graveyard, Halestorm, Hot Water Music, I Prevail, Jadu, Kadavar, KC Rebell, Kontra K, Kovacs, Left Boy, Marteria & Casper, Power Trip, Sabaton, SDP, Slash feat. Myles Kennedy & The Conspirators, Slayer, Slipknot, Starset, Tenacious D, The 1975, The BossHoss, The Fever 333, The Smashing Pumpkins, Three Days Grace, Tool, Trivium, Seiler und Speer, Underoath, Welshly Arms, While She Sleeps | 75 Bands 3 Open-Air-Bühnen                   | 85.000                                             | VVK: 149 € + Kosten für Campingplatz                                                                         |
| abgesagt geplant für 5.–7. Juni 2020   | Airbourne, Alan Walker, Alter Bridge, Amaranthe, August Burns Red, Babymetal, Baroness, Bilderbuch, Billy Talent, Black Veil Brides, Bosse, Boston Manor, Broilers, Bush, Creeper, Deftones, Devin Townsend, Disturbed, Ego Kill Talent, Eskimo Callboy, Gang of Youths, Gojira, Green Day, Heaven Shall Burn, Korn, Motionless in White, Neffex, NF, Of Mice & Men, Powerwolf, Rea Garvey, Refused, Royal Republic, Schmutzki, Seasick Steve, Skillet, SSIO, Stone Broken, System of a Down, Tempt, The Menzingers, The Offspring, The Pretty Reckless, Toxpack, Trailerpark, Trettmann, Volbeat, Wage War, Wanda, Weezer, We Came as Romans, Yungblud | —                                            | —                                                  | VVK: 149 € + Kosten für Campingplatz                                                                         |
| abgesagt geplant für 5.–7. Juni 2020   | - Im Zuge der Maßnahmen zur Eindämmung der Corona-Krise wurden in Deutschland alle Großveranstaltungen bis zum 31. August 2020 untersagt. Dies wurde auf einer Pressekonferenz mit der Bundeskanzlerin am 15. April 2020 verkündet. |                                              |                                                    | |
| abgesagt geplant für 11.–13. Juni 2021 | A Day to Remember, Airbourne, Alan Walker, Baroness, Bilderbuch, Billy Talent, Black Veil Brides, Boston Manor, Boys Noize, Broilers, Bush, Code Orange, Creeper, Daughtry, Deftones, Devin Townsend, Digitalism, Donna Missal, Fall Out Boy, Fire from the Gods, Gojira, Green Day, Jan Delay & Disko No. 1, Kafvka, KC Rebell, Kodaline, Korn, Mastodon, NF, Of Mice & Men, Poppy, Powerwolf, Rea Garvey, RIN, Royal Republic, Schmutzki, Seasick Steve, Spiritbox, SSIO, Summer Cem, System of a Down, Tempt, The Distillers, The Offspring, The Pretty Reckless, Trettmann, Volbeat, Wage War, Weezer, You Me at Six, Yungblud, Zugezogen Maskulin | —                                            | —                                                  | Umtausch des Vorjahrestickets möglich; VVK: 209 € + Kosten für Campingplatz                                  |
| abgesagt geplant für 11.–13. Juni 2021 | - Das Festival wurde 2021 „vor dem Hintergrund der weiterhin unsicheren Infektionslage“ erneut abgesagt. Dies kommunizierte der Veranstalter am 10. März 2021. |                                              |                                                    | |
| 3.–5. Juni 2022                        | 100 Gecs, 102 Boyz, A Day to Remember, Airbourne, Akuma Six, Alligatoah, Baroness, Beatsteaks, BHZ, Billy Talent, Black Veil Brides, Boston Manor, Boys Noize, Broilers, Bullet for My Valentine, Bush, Caliban, Casper, Danko Jones, Daughtry, Deftones, Die Kassierer, Digitalism, Don Broco, Donots, Drangsal, Ego Kill Talent, Fever 333, Fire from the Gods, Gang of Youths, Grandson, Green Day, Ice Nine Kills, Jan Delay & Disko No. 1, KAFVKA, Kodaline, Korn, Måneskin, Marteria, Masked Wolf, Mastodon, Muse, Myles Kennedy, Placebo, RedHook, RIN, Royal Republic, Schimmerling, Schmutzki, Scooter, Serious Klein, Shinedown, Skynd, Sondaschule, Spiritbox, Sportfreunde Stiller, SSIO, Stick to Your Guns, Tempt, The Faim, The Linda Lindas, The Murder Capital, The Offspring, Toxpack, Tremonti, Unprocessed, Volbeat, Weezer, You Me at Six | 69 Bands 3 Open-Air-Bühnen                   | 90.000                                             | Umtausch des Vorjahrestickets möglich; VVK 209–229 € + Kosten für Campingplatz                               |
| 2.–4. Juni 2023                        | Apache 207, Arch Enemy, Architects, AViVA, Badmómzjay, Blond, Boy Bleach, Boysetsfire, Bring Me the Horizon, Bullet for My Valentine, Bury Tomorrow, Carpenter Brut, Cleopatrick, The Chats, Dead Sara, The Distillers, Employed to Serve, Evanescence, Foo Fighters, Fever 333, Finch, Giant Rooks, Gojira, Hollywood Undead, Hot Water Music, Jinjer, Juju, K.I.Z, Limp Bizkit, Maggie Lindemann, Machine Gun Kelly, Mantar, Mehnersmoos, The Menzingers, Meshuggah, Motionless in White, NOFX, Nothing but Thieves, Nothing, nowhere., Nova Twins, Papa Roach, Provinz, Thees Uhlmann & Band, The Raven Age, Lauren Sanderson, Charlotte Sands, Silverstein, Sum 41, Tenacious D, Three Days Grace, Die Toten Hosen, Touché Amoré, Turnstile, Ville Valo, The Warning, Yungblud Die Band Pantera wurde aufgrund eines Skandals um den Sänger Phil Anselmo Anfang 2023 wieder aus dem Programm genommen. | 73 Bands 3 Open-Air Bühnen                   | 70.000                                             | VVK: 229 € + Kosten für Campingplatz                                                                         |
| 7.–9. Juni 2024                        | 311, Against the Current, Antilopen Gang, Asinhell, Atreyu, Avenged Sevenfold, Babymetal, Beartooth, Betontod, Billy Talent, Biohazard, Blackout Problems, Body Count ft. Ice-T, Broilers, Cemetery Sun, Corey Taylor, Counterparts, Crosses, Descendents, Die Ärzte, Dogstar, Donots, Dropkick Murphys, Electric Callboy, Enter Shikari, Fear Factory, Fit for a King, Green Day, Guano Apes, Hanabie., Hatebreed, H-Blockx, Heriot, Indecent Behavior, James and the Cold Gun, Kerry King, Kraftklub, Kreator, Kvelertak, L.S. Dunes, Landmvrks, Leoniden, Machine Head, Madsen, Måneskin, Marsimoto, Neck Deep, Of Mice & Men, Parkway Drive, Pendulum, Pennywise, Pinkshift, Polyphia, Queens of the Stone Age, Querbeat A, Royal Blood, Royal Republic, Scene Queen, Schimmerling, Skindred, Sondaschule, Team Scheisse, The Interrupters, The Last Internationale, The Scratch, Thy Art Is Murder, Trettmann, Underoath, Wanda, Wargasm, While She Sleeps Der ursprünglich geplante Auftritt der Band Bad Omens wurde wegen der Burnout-Erkrankung des Sängers Noah Sebastian abgesagt. Ebenfalls wurde der Auftritt der Band Malevolence wegen anstehenden Geburt des Kindes eines Bandmitgliedes abgesagt. | 72 Bands 3 Open-Air Bühnen                   | 80.000                                             | VVK: 231,50 € + Kosten für den Campingplatz                                                                  |
| 6.–8. Juni 2025                        | Adam Angst, A Day to Remember, Airbourne, Aviva, Kris Barras Band, Beatsteaks, Roy Bianco & Die Abbrunzati Boys, Biffy Clyro, Boston Manor, Bring Me the Horizon, Brutalismus 3000, Bullet for My Valentine, Jerry Cantrell, Creeper, Dead Poet Society, Deafheaven, Defects, Deine Cousine, Destroy Boys, Drangsal, Drug Church, Electric Callboy, Amira Elfeky, Evil Jared & Krogi, Falling in Reverse, Feine Sahne Fischfilet, Fit for an Autopsy, Fjørt, Fleshwater, Frog Leap, Future Palace, The Ghost Inside, Grade 2, Heaven Shall Burn, Holy Wars, House of Protection, Idles, Imminence, In Flames, I See Stars, Jinjer, Kasalla, K.I.Z, Kontra K, Lolo, Myles Kennedy, Kittie, Korn, Leftovers, Lorna Shore, Massendefekt, Me First and the Gimme Gimmes, Millencolin, Mia Morgan, Nasty, Die Nerven, Christin Nichols, Northlane, Nothing More, Pain of Truth, Polaris, Poppy, Powerwolf, The Prodigy, The Red Flags, Rise Against, Olli Schulz & Band, SDP, Seven Hours After Violet, SiM, Skillet, Sleep Token, Slipknot, Smash into Pieces, Soft Play, Spiritbox, Spiritual Cramp, Static Dress, Still Talk, Stray from the Path, Superheaven, Survive Said the Prophet, Teen Mortgage, Terror, Thrown, Touché Amoré, Trophy Eyes, Tulpe, Turbostaat, Frank Turner & The Sleeping Souls, Unpeople, Vowws, The Warning, Weezer, Whitechapel, Zebrahead, Zetra, ZSK | 101 Bands 4 Open-Air Bühnen                  | 90.000                                             | |

## Medienpartner
Der WDR Rockpalast war von 2001 bis 2008 bei Rock am Ring und hat teilweise beide Bühnen ab Nachmittag komplett aufgezeichnet. Bis 2002 wurde das Festival live in der ARD gesendet: Ab ca. 23 Uhr live und danach die Bands in umgekehrter Reihenfolge bis zum frühen Morgen. Mit der aufkommenden Präsenz von MTV haben sich beide Sender arrangiert, hinter der Bühne zusammengearbeitet und Programm und Technik geteilt. Der Musiksender MTV war einige Jahre Medienpartner, der die Veranstaltungen aufzeichnete. Zwischenzeitlich war der Südwestrundfunk mit seinen Radioprogrammen SWR3 und Dasding sowie dem Fernseh-Digitalkanal EinsPlus Medienpartner. Zusätzlich bot der SWR auf dem Festivalgelände auf einer eigenen UKW-Frequenz ein Festivalradio unter dem Namen SWR3-RaR bzw. SWR3-Rock am Ring an, das auch über DAB+ im SWR-Sendegebiet empfangbar war.
2018 hatte bigFM die Medienpartnerschaft für Rock am Ring übernommen und bot im Gebiet um das Festival seinerseits ein spezielles Radioangebot unter der Bezeichnung „bigFM Ring Radio“ auf der UKW-Frequenz 87,7 MHz an. Ein großer Teil der Auftritte wurde zudem auf dem Portal „MagentaMusik“ der Deutschen Telekom als Livestream angeboten und nach dem Festival in der Mediathek von MagentaTV per Abruf zur Verfügung gestellt. Besonders war dabei, dass auch 360°-Kameras eingesetzt wurden: Diese erlaubten dem Zuschauer, sich auf der Bühne frei umzusehen. Außerdem wurde am 2. Juni 2018 in 3sat von 20:15 Uhr bis 0:20 Uhr Live vom Nürburgring gesendet. Am 8. Juni 2019 sendete 3sat erneut eine Sondersendung mit einer Länge von 4 Stunden. In dieser wurden sowohl aufgezeichnete, als auch Live-Auftritten von Alice In Chains, Bring Me The Horizon, The Smashing Pumpkins, SDP, Foals und The 1975 gezeigt.
Im Jahr 2022 änderte sich der Streaming-Partner ein weiteres Mal. Auf dem Portal RTL+ wurde das komplette Programm beider Hauptbühnen live übertragen und eine Auswahl von Konzerten im Anschluss zum Abruf bereitgestellt. Die Partnerschaft erstreckte sich auch auf die beiden Folgejahre 2023 und 2024.
Seit 2023 ist Radio Bob offizieller Radiopartner des Festivals.

## Rezeption
Mitte 2021 kritisierte Carolin Kebekus den geringen Frauenanteil in den auftretenden Bands und merkte an, dass zuletzt eine 2005 als Headliner angekündigte Musikgruppe mit Frontfrau auftrat. Als Gegenveranstaltung fand am 6. Juni 2022 das DCKS Festival in Köln mit rein weiblicher und diverser statt.
Die Punkband Akne Kid Joe schrieb einen zweiteiligen Song über die Festivals Rock am Ring und Rock im Park mit dem Titel RiP / RaR, der sich auf dem 2021 erschienenen Album Die Jungs von AKJ befindet und zu dem es einen offiziellen Videoclip gibt.